# Chiesa di San Leonardo (Campodoro)
La chiesa arcipretale di San Leonardo è il principale luogo di culto cattolico di Bevadoro, frazione del comune di Campodoro, in provincia di Padova e diocesi di Vicenza.; fa parte del vicariato di Camisano Vicentino.

## Storia
L'attuale chiesa è stata eretta nel 1828 su disegno dell'allora arciprete Giovanni Battista Arcaro (che progettò anche quella di Lissaro). La consacrazione avvenne nel 1832.
In precedenza, la chiesa si trovava nell'area dell'attuale cimitero, nei pressi del fiume Ceresone. Alcuni documenti delle visite pastorali dei vescovi di Vicenza vi fanno riferimento datandola al XV secolo.
Il primo documento di cui si abbia notizia di Bevadoro e della sua chiesa è uno statuto padovano del 1231, in cui venivano citate le ville e i villaggi soggetti a tassazione per fini militari.

## Descrizione
L'esterno della chiesa è caratterizzato dalla facciata, realizzata negli anni 1960 in marmo bianco e rosa, con rosone vetrato recante lo stemma di monsignor Carlo Zinato, vescovo di Vicenza. La facciata precedente, che comprendeva due nicchie con le statue attualmente poste sul portico di ingresso del patronato, assomigliava molto all'attuale facciata della chiesa parrocchiale di Lissaro. Sopra il portale, un bassorilievo opera dello scultore Felice Canton di Camisano ritrae San Leonardo mentre libera un prigioniero dalle catene.
L'interno dell'attuale chiesa è a navata unica e comprende quattro cappelle laterali.
Le due cappelle vicine all'abside presentano due altari in stile barocco provenienti dalla vecchia chiesa. Sono dedicati alla Madonna del Rosario e a San Giuseppe.
Delle due cappelle vicine all'ingresso, invece, una presenta un'interessante struttura d'altare in legno rifinito a finto marmo che contiene la statua del Sacro Cuore di Gesù, mentre l'altra, dedicata a Sant'Antonio di Padova, contiene un altare in marmo bianco e grigio risalente agli inizi del Novecento.
Una cornice corre sui sei pilastri a contrafforte che caratterizzano entrambe le pareti laterali. In essa campeggia la scritta a caratteri cubitali dorati Justus germinabit sicut lilium / in atriis domus Dei nostri (letteralmente: Il giusto germinerà come il giglio / negli atri della casa del nostro Dio; in lingua corrente: Il giusto germoglierà come il giglio e fiorirà davanti al Signore per sempre). La frase è una sintesi di alcuni versi biblici tratti dal Libro di Osea (Os 14,6) e dai Salmi (Sal 92, 13-14).
L'abside contiene l'altare e l'ambone in marmo grigio e il ciborio in marmo bianco-grigio. Il ciborio è una recente riproposizione di alcuni elementi scultorei del vecchio altare maggiore, demolito nella seconda metà del Novecento. Ne fanno parte due angeli adoranti e un tempietto a colonne e cupola sovrastanti il tabernacolo. A sovrastare il ciborio, una semicupola decorata a trompe-l'œil a finti cassettoni con rosoni. Sulla cornice che cinge tutto il perimetro dell'abside campeggia la scritta Ecce panis angelorum / factus cibus viatorum (Ecco il pane degli angeli / fatto cibo per i pellegrini).
Ai lati dell'abside, due logge precedono la sacristia, da un lato, e una riproduzione della Grotta di Lourdes, dall'altro.
Sulla cantoria in controfacciata si trova l'organo a canne Tamburini opus 60, costruito nel 1914 e successivamente modificato e ampliato. Lo strumento, nella sua conformazione attuale, dispone di 27 registri su due manuali e pedale.